# Félix Messiaen
Félix Fortuné Messiaen (Ieper, 16 januari 1818 - aldaar, 24 januari 1884) was een rechter en stadsarchivaris van Ieper (1842-1843).

## Levensloop
De ouders van Félix Messiaen waren François Jean Messiaen en Marie-Thérèse Debel. Zijn vader was commissaris bij de Berg van Barmhartigheid te Ieper. Na zijn middelbare school gevolgd te hebben aan het Ieperse gemeentecollege, behaalde Messiaen zijn doctoraat in de rechten aan de Katholieke Universiteit Leuven. Als student werd hij lid van het het Tael- en Letterlievend Genootschap 'Met Tyd en Vlyt', dat in 1836 was opgericht door Jan Baptist David.
Op 26 september 1840 werd Messiaen door de gemeenteraad van Brugge aangesteld als leraar aan het Atheneum te Brugge. Dat bleef hij tot hij in mei 1842 als klerk-griffier bij de rechtbank van eerste aanleg te Ieper werk vond. Daarnaast werd hij op 22 oktober 1842 door de gemeenteraad van Ieper benoemd tot stadsarchivaris van Ieper, als opvolger van de overleden Jan-Jacques Lambin. Messiaen combineerde deze functie met zijn werk voor de rechtbank van eerste aanleg. Veel verwezenlijkte Messiaen niet in het stadsarchief. In 1843 verwierf hij namelijk in Brussel de positie van commies bij het bestuur der erediensten van het ministerie van Binnenlandse Zaken. De plaats van stadsarchivaris werd daardoor weer vacant, maar het duurde tot 1847 alvorens Isidore Diegerick werd benoemd.
In 1844 werd Messiaen commies bij het ministerie van Justitie. Het was het begin van een carrière in de juridische wereld. Op 16 maart 1847 werd Messiaen aangesteld als rechter bij de rechtbank van eerste aanleg te Veurne. Vanaf 1847 was hij drie jaar lang onderzoeksrechter en vanaf 1851 procureur des konings. Omwille van zijn gezondheid werd hij op 20 oktober 1855 overgeplaatst naar de rechtbank van eerste aanleg in Ieper, waar hij onderzoeksrechter werd. Die bevoegdheid legde hij op 30 oktober 1867 neer.
Als liberaal politicus zetelde Messiaen vanaf 1864 in de gemeenteraad van Ieper. Door zijn slechte gezondheid werd in 1869 getwijfeld of hij zich opnieuw kandidaat zou stellen, maar hij stond toch opnieuw op de liberale lijst. Messiaen bleef uiteindelijk gemeenteraadslid tot 1872.
Messiaen bleef ongehuwd. In 1878 werd hij ridder in de Leopoldsorde. Van 1843 tot aan zijn overlijden in 1884 was hij erelid van het Genootschap voor Geschiedenis te Brugge.